# 南仁刺蕨
南仁刺蕨（学名：Bolbitis ×nanjenensis）为蘿蔓藤蕨科刺蕨屬下的一个种。